# Joaquín Ferreira Padilla
Joaquín Ferreira (Rivera, 2 de julio de 2003) es un futbolista uruguayo que juega de lateral derecho en el Club Atlético Peñarol. Jugó de pequeño en el Club Atlético Cuñapirú antes de unirse a las categorías interiores del Club Atlético Peñarol.

## Trayectoria
Realiza las divisiones inferiores en el C. A. Peñarol, donde fue campeón de la Copa Libertadores Sub-20 de 2022. Actualmente es el integrante del plantel principal.

## Clubes
| Club          | País    | Año             | Part. | Goles | Asist. |
| ------------- | ------- | --------------- | ----- | ----- | ------ |
| Peñarol       | Uruguay | 2023 - Presente | 0     | 0     | 0      |
| Total carrera |         | 2023 - presente | 0     | 0     | 0      |

- Actualizado al último partido disputado el 13 de febrero de 2023.

## Palmarés
| Título          | Club          | País    | Año  |
| --------------- | ------------- | ------- | ---- |
| Torneo Apertura | C. A. Peñarol | Uruguay | 2023 |